# 圣儒督堂 (捷克克鲁姆洛夫)
圣儒督堂（Kostel svatého Jošta (Český Krumlov)）是捷克共和国南波希米亚州捷克克鲁姆洛夫的一座原教堂，最初建于约1334年，为哥特式，后来在1594-1599年重建，为巴洛克式风格，增加了一个钟楼，并且一度改为更正教圣三一堂。1611年恢复为罗马天主教圣儒督堂。该建筑已经不再用于宗教活动，开设木偶博物馆。